# 十勝郡
- 令制国一覧 > 北海道 (令制) > 十勝国 > 十勝郡
- 日本 > 北海道 > 十勝総合振興局 > 十勝郡

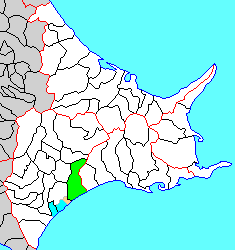
北海道十勝郡の位置（緑：浦幌町 水色：後に他郡から編入した区域 薄黄・水色：後に他郡に編入された区域）

十勝郡（とかちぐん）は、北海道（十勝国）十勝総合振興局の郡。 
人口4,047人、面積729.85km²、人口密度5.54人/km²。（2025年6月30日、住民基本台帳人口）
以下の1町を含む。
- 浦幌町（うらほろちょう）

## 郡域
1879年（明治12年）に行政区画として発足した当時の郡域は、上記1町に中川郡豊頃町の一部（旅来・大津・打内および大津各町）を加えた区域にあたる。

## 歴史

### 郡発足までの沿革
江戸時代の十勝郡域は、松前藩によって開かれたトカチ場所に含まれた。藩政時代から明治時代初頭にかけての交通は、沿岸部に渡島国の箱館から千島国方面に至る道（国道336号の前身、釧路国との国境付近からは国道38号の前身）が通じていた。寛政10年ころにはすでに大津に番屋が存在し、翌11年には駅逓も置かれた。
江戸時代後期、十勝郡域は東蝦夷地に属していた。国防のため寛政11年十勝郡域は天領とされたものの、文政4年には一旦松前藩領に復ている。稲荷神社（現豊頃町大津地区に所在）は文政11年十勝場所請負人福島屋杉浦嘉七により建立された。安政2年再び天領となり仙台藩が警固をおこない、同6年の6藩分領により仙台藩が領有している。戊辰戦争（箱館戦争）終結直後の1869年、大宝律令の国郡里制を踏襲して十勝郡が置かれた。郡名の決める際に松浦武四郎は当郡を「大津（ほふつ）郡」と命名し、開拓使公文録でも「大津郡」であったが、その後現在の十勝郡に変更されている。変更の経緯は明らかになっていない。十勝国では他にも現在の上川郡、中川郡で郡名が変更されている。

### 郡発足以降の沿革
- 明治2年

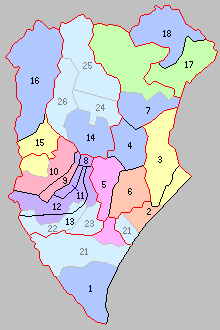
北海道一・二級町村制施行時の十勝郡の町村（2.大津村 3.生剛村 右黄：浦幌町 橙：中川郡豊頃町 21.広尾郡大樹町）

  - 8月15日（1869年9月20日） - 北海道で国郡里制が施行され、十勝国および十勝郡が設置される。開拓使が管轄。
  - 8月28日（1869年10月3日） - 静岡藩の領地となる（北海道の分領支配）。
- 明治4年8月20日（1871年10月4日） - 廃藩置県により再び開拓使の管轄となる。
- 明治5年
  - 4月9日（1872年5月15日） - 全国一律に戸長・副戸長を設置（大区小区制）。
  - 10月10日（1872年11月10日） - 4月に設置された区を大区と改称し、その下に旧来の町村をいくつかまとめて小区を設置（大区小区制）。
- 明治9年（1876年）9月 - 従来開拓使において随意定めた大小区画を廃し、新たに全道を30の大区に分ち、大区の下に166の小区を設けた。

- 第23大区
  - 6小区 ： 大津村、長臼村、鼈奴村、生剛村、愛牛村、十勝村

- 明治12年（1879年）7月23日 - 郡区町村編制法の北海道での施行により、行政区画としての十勝郡が発足。
- 明治13年（1880年）3月 - 浦河郡外十郡役所（浦河三石様似幌泉広尾当縁十勝中川河西河東上川郡役所）の管轄となる。
- 明治15年（1882年）2月8日 - 廃使置県により札幌県の管轄となる。
- 明治19年（1886年）1月26日 - 廃県置庁により北海道庁札幌本庁の管轄となる。
- 明治20年（1888年）6月 - 釧路郡外十一郡役所（釧路阿寒白糠足寄川上広尾当縁十勝中川河西河東上川郡役所）の管轄となる。
- 明治22年（1890年）1月 - 釧路郡外十郡役所（釧路阿寒白糠足寄広尾当縁十勝中川河西河東上川郡役所）の管轄となる。
- 明治24年（1892年）3月 - 釧路郡外十二郡役所（釧路阿寒白糠足寄広尾当縁十勝中川河西河東上川厚岸川上郡役所）の管轄となる。
- 明治30年（1897年）
  - 7月 - 河西郡外五郡役所（河西河東上川中川十勝当縁広尾郡役所）の管轄となる。
  - 11月5日 - 郡役所が廃止され、河西支庁の管轄となる。
- 明治39年（1906年）4月1日 - 北海道二級町村制の施行により、以下の町村が発足。（2村）
  - 生剛村（二級村） ← 生剛村、愛牛村（現・浦幌町）
  - 大津村（二級村） ← 大津村、長臼村（現・浦幌町、中川郡豊頃町）、鼈奴村、十勝村（現・浦幌町）、当縁郡当縁村［一部[1]］（現・広尾郡大樹町、中川郡豊頃町）、中川郡旅来村（現・中川郡豊頃町）
- 明治45年（1912年）4月10日 - 生剛村が改称して浦幌村（二級村）となる。
- 昭和7年（1932年）8月15日 - 河西支庁が改称して十勝支庁となる。
- 昭和18年（1943年）6月1日 - 北海道一・二級町村制が廃止され、北海道で町村制を施行。二級町村は指定町村となる。
- 昭和21年（1946年）10月5日 - 指定町村を廃止。
- 昭和22年（1947年）5月3日 - 地方自治法の施行により北海道十勝支庁の管轄となる。
- 昭和29年（1954年）4月1日 - 浦幌村が町制施行して浦幌町となる。（1町1村）
- 昭和30年（1955年）4月1日 - 大津村の一部（大字当縁村の一部[2]）が広尾郡大樹町、一部（大字旅来村および長臼村・大津村・当縁村の各一部[3]）が中川郡豊頃村、残部（大字十勝村・鼈奴村および長臼村・大津村の各一部）が浦幌町に編入。（1町）
- 平成22年（2010年）4月1日 - 十勝支庁が廃止され、十勝総合振興局の管轄となる。

## 行政
浦河郡外十郡長
釧路郡外十一郡長
釧路郡外十郡長
釧路郡外十二郡長
河西郡外五郡長
| 代 | 氏名       | 就任年月日            | 退任年月日                | 備考                                 |
| -- | ---------- | --------------------- | ------------------------- | ------------------------------------ |
| 1  | 吉田直太郎 | 明治30年（1897年）7月 | 明治30年（1897年）11月5日 | 河西郡外五郡役所を廃し河西支庁を置く |